# Bitwa pod Quifangondo
Bitwa pod Quifangondo – starcie zbrojne, które miało miejsce w roku 1975.
W roku 1975 dowódca FNLA (Narodowa Armia Wyzwolenia Angoli) Holden Roberto podjął decyzję o ataku na Luandę, drogą wzdłuż wybrzeża. Nadmorska droga biegła do jedynego mostu na rzece Bengo trzykilometrową groblą przecinającą bagna (dolina Quifangondo). Do pierwszego ataku na Quifangondo doszło 23 października 1975. Atak sił FNLA został jednak odparty przez siły MPLA (Ludowy Ruch Wyzwolenia Angoli – Partia Pracy) wspierane przez Kubańczyków.
Kolejny atak zaplanowano na dzień 10 listopada. Siły obrońców liczyły 1000 ludzi, przeciwko nim Holden Roberto skoncentrował 1500 bojowników FNLA, 150 portugalskich najemników oraz 200 żołnierzy zairskich dysponujących kilkunastoma samochodami pancernymi. Szturm nastąpił o świcie po uprzednim przygotowaniu artyleryjskim. Atakujący zostali jednak powstrzymani w połowie długości grobli celnymi salwami pocisków rakietowych. W tej sytuacji oddział szturmowy rozpoczął odwrót, który szybko zamienił się w ucieczkę. Straty oddziałów FNLA wyniosły 120 zabitych. Po stronie MPLA zginął jeden żołnierz, 2 było rannych. Wśród doradców 3 odniosło rany (w tym dwóch Kubańczyków).